# Baishishan Dao
Baishishan Dao (kinesiska: 白石山岛) är en ö i Kina. Den ligger i provinsen Zhejiang, i den östra delen av landet, omkring 160 kilometer sydost om provinshuvudstaden Hangzhou. Arean är 1,1 kvadratkilometer. Den sträcker sig 1,6 kilometer i nord-sydlig riktning, och 2,2 kilometer i öst-västlig riktning.  I omgivningarna runt Baishishan Dao växer i huvudsak blandskog.
Genomsnittlig årsnederbörd är 1 837 millimeter. Den regnigaste månaden är juni, med i genomsnitt 338 mm nederbörd, och den torraste är januari, med 56 mm nederbörd.